# Diambars Football Club de Saly
Il Diambars Football Club de Saly, meglio noto semplicemente come Diambars, è una società calcistica senegalese con sede nella città di Saly. Milita nella Ligue 1, la massima divisione del campionato senegalese.

## Palmarès

### Competizioni nazionali
- Ligue 1 (Senegal): 1

2012-2013

### Altri piazzamenti
- Ligue 1 (Senegal):

Terzo posto: 2016-2017

## Stagioni precedenti
- 2011-2012